# Rage (videogioco)
Rage è uno sparatutto in prima persona sviluppato da id Software. Il gioco, che utilizza il nuovo motore grafico chiamato id Tech 5, è stato annunciato il 3 agosto 2007 ed è uscito il 4 ottobre 2011 negli Stati Uniti mentre il 7 ottobre in Europa. È disponibile per personal computer (Microsoft Windows, macOS) ed anche per console (PlayStation 3 e Xbox 360). La versione per Linux è uscita nel 2011.
Inizialmente Rage doveva essere pubblicato da Electronic Arts, ma in seguito all'acquisizione di id Software da parte di ZeniMax Media è stato pubblicato da Bethesda Softworks.
Rage è disponibile anche nella versione "Anarchy Edition", che include il Double Barrel Shotgun, la Crimson Elite Armor, i Fists of Rage e la Rat Rod Buggy.

## Trama
Il 23 agosto 2029, l'asteroide 99942 Apophis si scontra con la Terra, devastando la civiltà umana e trasformando il mondo in una terra desolata. I sopravvissuti si uniscono per formare insediamenti intorno alle oasi e in altri luoghi pratici o abitabili, mentre le rovine sono afflitte da vari clan banditi e mutanti, che attaccano tutti gli umani normali.
Nel 2135, l'ex luogotenente degli Stati Uniti, Nicholas Raine, si risveglia in un rifugio sotterraneo chiamato "Arca", 106 anni dopo essere stato messo in stasi criogenica. Questi ripari sotterranei sono il risultato diretto del progetto Eden, una massiccia impresa internazionale in cui centinaia di Arche, contenenti cialde criogeniche, sono state sigillate sotto la superficie della Terra al fine di preservare un numero sufficiente di popolazione umana per ricostruire la civiltà dopo la collisione degli asteroidi. L'Eden Project ha avuto molto meno successo di quanto sperato, dato che l'Arca di Raine in particolare è stata pesantemente danneggiata, con tutti gli altri residenti morti e le attrezzature distrutte, facendo svegliare il protagonista da solo senza un obiettivo specifico in mente.
Raine sale in superficie, dove viene immediatamente attaccato dai banditi, venendo però salvato da Dan Hagar, un colono locale che porta Raine nel suo insediamento. Hagar lo informa che una potente organizzazione tecnologicamente avanzata conosciuta come l'Autorità, che si considera l'unico vero governo della landa desolata, è a caccia di sopravvissuti dell'Arca per uno scopo sconosciuto. Raine aiuta brevemente l'insediamento di Hagar e gli altri nell'area locale completando alcuni piccoli lavori, e durante questo periodo viene rivelato che le nanotriti iniettate nel sangue di Raine prima di essere messo in letargo gli hanno conferito delle capacità sovrumane per aiutarlo a sopravvivere nell'ambiente ostile, ma l'hanno reso prezioso per l'Autorità. Hagar crede che la presenza continuativa di Raine sia troppo pericolosa per l'insediamento, e lo manda invece nella vicina città di Wellspring.
In Wellspring, Raine aiuta la città con vari problemi, come combattere i banditi e i mutanti e trasportare le provviste. Alla fine, entra in contatto con il Dr. Kvasir, un anziano scienziato che in precedenza ha lavorato per l'Autorità, che racconta a Raine degli esperimenti disumani di cui erano responsabili, come la creazione dei mutanti. Kvasir lo mette in contatto con la Resistenza, un gruppo armato anti-autorità, dove gli viene affidato il compito di salvare il loro capo, il capitano Marshall, che è stato recentemente incarcerato dall'Autorità. Raine attira nuovamente l'attenzione dell'Autorità, costringendolo a fuggire da Wellspring e ad unirsi alla Resistenza nel loro quartier generale a Subway Town, dove si guadagna la fiducia della città e del suo tirannico sindaco, Redstone. Apprende anche quello che era successo nel secolo scorso dal capitano Marshall, che è lui stesso un sopravvissuto dell'Arca. Il generale Martin Cross, che era a capo dell'Eden Project, sabotò l'operazione poco prima che il 99942 Apophis colpisse la Terra assicurandosi che solo le Arks con le persone a lui leali fossero aperte in programma, con questa prima ondata di sopravvissuti dell'Arca che alla fine formò l'Autorità. Le arche rimanenti dovevano rimanere sottoterra per sempre in letargo, inclusa l'Arca di Raine, che è emersa solo perché i suoi sistemi sono stati danneggiati e si è attivata automaticamente per proteggere gli abitanti sopravvissuti.
Con l'autorità che inizia ad espandere con forza la propria influenza sugli insediamenti nei territori incolti, la Resistenza è costretta ad agire con l'aiuto di Raine, che è in grado di recuperare i dati che mostrano la posizione di ogni Arca sul pianeta. Il Capitano Marshall prevede di utilizzare questi dati per attivare tutte le Arche e formare un esercito in grado di sconfiggere l'Autorità, ma l'unico modo per farlo è quello di trasmettere i dati da Capital Prime, la sede principale dell'Autorità. Da solo, Raine si fa strada attraverso Capital Prime per trasmettere il codice di attivazione dell'Arca, e il gioco si conclude con tutte le Arche rimanenti che si attivano emergendo in superficie.

## Modalità di gioco
Il gioco è ambientato in un futuro post-apocalittico ispirato a film come Interceptor - Il guerriero della strada e videogiochi come Borderlands e la serie di Fallout, dove la Terra è stata devastata dalla collisione con un meteorite di nome 99942 Apophis, schiantatosi sulla Terra nel dicembre 2029. Il protagonista del gioco, Nicholas Raine è un ex Marine rimasto in stasi per oltre 100 anni dentro un'Arca, una struttura sotterranea creata per salvaguardare la vita di alcuni umani, che avrebbero dovuto ripopolare la terra.
All'uscita dalla sua Arca, unico sopravvissuto si ritroverà in un panorama desolato e abitato solo da pochi umani sopravvissuti di cui una parte ha preso il potere facendosi chiamare "l'Autorità" che andrà contro ogni tentativo di ripopolamento e che darà la caccia a tutti i volontari sopravvissuti; nel gioco non è presente un cattivo principale che dovremo uccidere ma una serie diversa di antagonisti vari che ostacoleranno il nostro obbiettivo finale: aprire tutte le Arche atterrate precedentemente e sconfiggere quindi l'Autorità. Oltre che a classiche fasi in prima persona, nel gioco è possibile esplorare il territorio tramite autoveicoli e raggiungere i luoghi delle missioni; i veicoli possono essere potenziati acquistando ricambi mediante degli attestati, ottenibili vincendo gare automobilistiche contro altri piloti. Le armi possono avere diversi tipi di munizioni, che sono più o meno efficaci a seconda del tipo di nemico che si sta affrontando. È inoltre possibile, una volta acquisiti gli schemi adatti, costruire oggetti come torrette difensive o power-up vari.
Nelle diverse zone di gioco saranno presenti mini giochi basati sul gioco d'azzardo.

## Contenuti aggiuntivi
Per Rage sono stati realizzati due contenuti aggiuntivi: le missioni nelle fogne della zona devastata e il molto atteso "The Scorchers", uscito il 18 dicembre 2012 per tutte le piattaforme.
Quest'ultimo è un DLC ufficiale che permette di vivere le disavventure del protagonista con il temibile Clan dei Bruciati, che mirano a distruggere l'intera zona devastata con il loro misterioso piano.
Questo DLC è stato giudicato ricco di contenuti, fra cui una nuova puntata di Mutant Bash Tv, una nuova arma: il nailgun, provvisto di tre munizioni e potenziamenti: i chiodi come proiettili standard, il tondino, come quelli che usano per fare i muri e per ultimo il railgun con potentissime munizioni in grado di uccidere più nemici attraverso muri e piattaforme varie.
Nella città di Wellspring è stata liberata una nuova location chiamata "jackpots" in cui è possibile giocare al poker online o la roulette. Inoltre è possibile, una volta finita la storia principale del gioco, accedere a una modalità chiamata "extended play", così da poter vagare liberamente per la zona devastata.
Durante "The Scorchers" incontreremo Sarah, avvenente alleata che ci aiuterà nella nostra guerra contro i bruciati, e che alla fine dell'espansione ci porterà nella sala dei trofei, il suo "appartamento" a Wellspring provvisto di tutti i piccoli tesori che abbiamo ottenuto durante la nostra avventura.

## Accoglienza
Il titolo ha ricevuto valutazioni positive dalla critica, con un punteggio medio tra le recensioni di 81, 84 e 79 rispettivamente per Xbox 360, PlayStation 3 e Microsoft Windows, secondo quanto riportato dal sito statunitense Metacritic.
Il sito statunitense IGN ha elogiato la grafica del prodotto, valutandola come «una delle migliori di sempre», ma ha criticato la trama e l'alter ego del giocatore. Il punteggio globale è stato di 8.5/10.
Il sito italiano Multiplayer.it ha assegnato a Rage un punteggio di 8,9/10, complimentandosi per il design, per il comparto grafico, per la capacità che il titolo ha di appassionare e per la buona IA dei nemici; ha però criticato la bassa competitività della modalità multigiocatore, il sistema di salvataggio e ha affermato che «L'unico fronte su cui il titolo di id Software può deludere è quello tecnico, non per quanto realmente offre (che non è poco, anzi) ma piuttosto per ciò che gli utenti PC magari si aspettavano da Carmack e soci.»
La sezione italiana del sito Eurogamer ha dato al gioco un punteggio di 8/10, dando come conclusioni questo commento: «Se siete alla ricerca di un titolo estremamente giocabile e immersivo, che vi faccia brillare gli occhi e che sia tecnicamente impeccabile, Rage è ciò che fa per voi. Se invece nella vita aspirate alla perfezione, allora id Software avrebbe potuto introdurre una maggiore varietà nelle missioni, un pizzico di libertà decisionale (e di movimento) in più, e una fisica delle armi e del protagonista maggiormente accurata.».
La rivista Play Generation diede alla versione per PlayStation 3 un punteggio di 92/100, apprezzando il fatto che fosse uno sparatutto dal gusto originale, la varietà e la profondità di gioco alle stelle e come contro i tempi di caricamento lunghi, la presenza di qualche difetto grafico e il multiplayer poco longevo, finendo per trovarlo uno sparatutto vario e spassoso, con un mondo aperto e visivamente affascinante da esplorare e con un sacco di cose da fare.

## Curiosità
- Durante la 4ª stagione del noto telefilm Breaking Bad, episodi 7 e 8, si può vedere a più riprese Jesse Pinkman giocare a Rage con una pistola ottica. Nel gioco stesso è contenuto un easter egg relativo al telefilm: la dentiera di diamanti dello spacciatore Tuco, su un ripiano nella prigione dello Sceriffo Black.